# Lee County (South Carolina)
Lee County ist ein County im Bundesstaat South Carolina der Vereinigten Staaten. Das U.S. Census Bureau hat bei der Volkszählung 2020 eine Einwohnerzahl von 16.531 ermittelt. Der Verwaltungssitz (County Seat) ist Bishopville.

## Geographie
Das County liegt nordöstlich des geographischen Zentrums von South Carolina und hat eine Fläche von 1065 Quadratkilometern, wovon 3 Quadratkilometer Wasserfläche sind. Es grenzt im Uhrzeigersinn an folgende Countys: Darlington County, Florence County, Sumter County und Kershaw County.

## Geschichte
Lee County wurde am 25. Februar 1902 gebildet. Benannt wurde es nach Robert Edward Lee dem kommandierenden General der Konföderierten im Amerikanischen Bürgerkrieg.
Seit 1993 besteht die die regionale Lee Correctional Institution.
18 Bauwerke und Stätten des Countys sind im National Register of Historic Places (NRHP) eingetragen (Stand 28. Juli 2018).

## Demografische Daten
Nach der Volkszählung im Jahr 2000 lebten im Lee County 20.119 Menschen in 6.886 Haushalten und 4.916 Familien. Die Bevölkerungsdichte betrug 19 Einwohner pro Quadratkilometer. Ethnisch betrachtet setzte sich die Bevölkerung zusammen aus 35,03 Prozent Weißen, 63,56 Prozent Afroamerikanern, 0,13 Prozent amerikanischen Ureinwohnern, 0,19 Prozent Asiaten und 0,59 Prozent aus anderen ethnischen Gruppen; 0,49 Prozent stammten von zwei oder mehr Ethnien ab. 1,31 Prozent der Bevölkerung waren spanischer oder lateinamerikanischer Abstammung.
Von den 6.886 Haushalten hatten 32,7 Prozent Kinder unter 18 Jahre, die bei ihnen lebten. 43,0 Prozent waren verheiratete, zusammenlebende Paare, 23,8 Prozent waren allein erziehende Mütter, 28,6 Prozent waren keine Familien, 25,9 Prozent waren Singlehaushalte und in 10,6 Prozent lebten Menschen mit 65 Jahren oder darüber. Die Durchschnittshaushaltsgröße betrug 2,68 und die durchschnittliche Familiengröße betrug 3,23 Personen.
25,8 Prozent der Bevölkerung war unter 18 Jahre alt. 10,0 Prozent zwischen 18 und 24, 29,2 Prozent zwischen 25 und 44, 22,6 Prozent zwischen 45 und 64 und 12,4 Prozent waren 65 Jahre alt oder älter. Das Durchschnittsalter betrug 36 Jahre. Auf 100 weibliche Personen kamen 101,4 männliche Personen und auf 100 Frauen im Alter von 18 Jahren und darüber kamen 101,1 Männer.
Das jährliche Durchschnittseinkommen eines Haushalts betrug 26.907 USD, das Durchschnittseinkommen einer Familie betrug 34.209 USD. Männer hatten ein Durchschnittseinkommen von 26.512 USD, Frauen 18.993 USD. Das Prokopfeinkommen betrug 13.896 USD. 17,7 Prozent der Familien und 21,8 Prozent der Bevölkerung lebten unterhalb der Armutsgrenze.